# Oscar Kjellberg

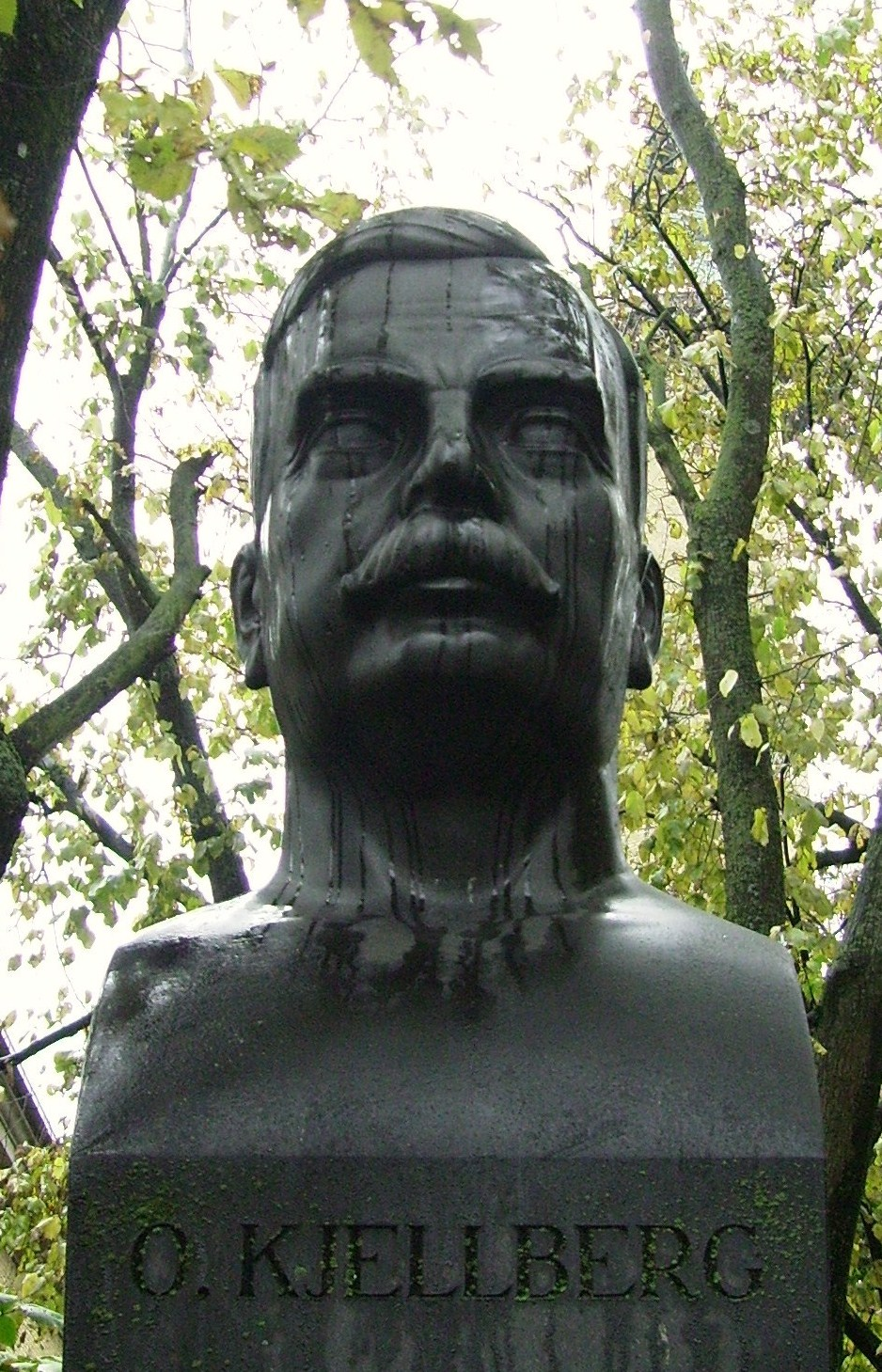
Büste Kjellbergs aus dem Jahre 1957 am Seefahrtsmuseum in Göteborg

Oscar Kjellberg (* 21. September 1870 in Arvika; † 5. Juli 1931 in Göteborg) war ein schwedischer Ingenieur und Erfinder.
Kjellberg begann seine berufliche Laufbahn als Techniker in Lindholmens Verkstad – einem Werftbetrieb in Göteborg. Dabei entwickelte er das elektrische Schweißen. Lindholmens verkstad finanzierte die Entwicklung der Erfindung und das 1904 gegründete Unternehmen ESAB. Das elektrische Schweißen erlangte sehr schnell an Bedeutung für den Schiffbau. Vor dem Ersten Weltkrieg hatte ESAB Fabriken in England und Russland. Oscar Kjellberg gilt als Erfinder der ummantelten Schweißelektrode. Am 27. Juni 1908 erhielt er dafür das Kaiserliche Reichspatent 231733 „Elektrode und Verfahren zum elektrischen Löten“, sowie weitere Patente.
Zur Herstellung und Vermarktung dieser Erfindung gründete er gemeinsam mit sechs weiteren deutschen und schwedischen Gesellschaftern 1921 in Berlin die Kjellberg Elektroden GmbH. Aus Mangel an passenden Schweißstromquellen wurde auf Vorschlag von Oscar Kjellberg im Jahr 1922 die Kjellberg Elektro-Maschinen GmbH in Finsterwalde gegründet. Der erste in Finsterwalde entwickelte und gebaute Schweißgenerator Ke 200/1450 wurde 1923 zur Frühjahrsmesse in Leipzig präsentiert. Im selben Jahr startete in Finsterwalde die Schweißelektrodenproduktion. Das älteste Produkt ist die Stabelektrode OK G2/1, eine Elektrode für Reparaturschweißungen.
Nach seinem Tod wurde Kjellberg auf dem Ostfriedhof (Östra kyrkogården) in Göteborg bestattet.